# Adobogiona den äldre
Adobogiona den äldre, död 71 f.Kr., var en galatisk prinsessa, främst känd för sitt förhållande med Mithridates VI Eupator av Pontus.
Hon var dotter till en okänd Deiotaros och syster till den galatiske kungen Brogitaros. Enligt Strabo hade Adobogiona bott en tid vid hovet hos den välkände antiromerske kungen Mithridates VI av Pontos och blivit hans älskarinna; och ryktet sade att hon avlade sin son med denne och uppkallade honom efter honom. Deras son bistod Caesar avgörande i Alexandriakriget 48/47 f.Kr. och utnämndes efter sin seger till kung av Bosporenriket och tetrark av Trokmi av den romerska generalen som belöning.